# Hofstade (Aalst)
Hofstade belga település a flandriai Kelet-Flandria tartományban, Aalst körzetben található, közigazgatásilag Aalst (Kelet-Flandria) városának része. Hofstade város területén találkozik a Dender és mellékfolyója, a Molenbeek-Ter Erpenbeek.
A település címerét 1818. április 29-én fogadta el, de 1932-ben kismértékben módosították, mivel eredetileg nem határozták meg a háttér, illetve a galamb csőrének és lábának színét. Az eredeti rendelet a halmot sem definiálta, amely a galamb lábai alatt jelenik meg. A galamb eredete nem ismert, a település korábbi címerein nem jelent meg és feltehetőleg 1818-ban választotta ki a település önkormányzata, amikor kérvényezték a címer elfogadását a belga heraldikai tanácstól.

## Történet
A település eredete Kr. e. 2. századig vezethető vissza, amikor a Rajna folyón átkelő és az itt található kelta törzseket kiszorító Nervii törzs (lásd belgák (törzsek) letelepedett a  Steenberg domb déli részén folyó patak mentén. Ebből a településből csak a korabeli temetkezési helyek maradtak fenn.
A római hódítás után a Steenberg csúcsán alakult ki egy település alakult ki, amelynek templomát nem csak a helyiek tisztelték, hanem zarándokok célpontja is volt. Erről az áldozati felajánlások maradványai tanúskodnak. Ez a templom később tűzvész áldozata lett, de később kelta stílusban újjáépítették és egy meglehetősen fényűző, 9 x 20 méter alapterületű villa is felépült a faluban.
A frank hódítás után a felu és környéke előbb a Hasso család birtoka lett, majd később Essegem grófjai kapták meg. A korabeli erdők kiirtásával és a földek művelésével a környék kereskedelme is fellendült, erről tanúskodik a számos, középkori fogadó is: a Koningshof (1400 körül elpusztul), Reutelhof, Hof te Ginderneder, Hof te Kokenen, Hof te Wachene, Hof ten Bos és Hof ter Beke. A település közelében két kastély is felépült: Kasteel ten Bos vagy Kamdries és a Kasteel te Wachene, amely 1468-ban Gelein vuter Swane, Aalst helytartójának székhelye volt.
A közeli Molenbeek (szó szerint: malompatak) folyón két vízimalmot is működtettek: a Middelmolen és az Overmolen, valamint egy további malom működött a Dender folyón: a Nedermolen vagy Kerkhofmolen. A település környékén számos földrajzi név utal a korabeli sörfőzdékre ("kam"): a Kamdries, a Merenpraetkam és Kammeers.
Hofstade-t 1977-ben csatolták Aalst városhoz.

## Látnivalók
A település temploma, az Onze-Lieve-Vrouwekerk a 13-18. század között épült. A háromhajós templom legrégebbi fennmaradt része a kórus, amely a 13. század során, gótikus stílusban épült fel. A 15. század során a templomot több alkalommal is átépítették, illetve többször leégett a németalföldi szabadságharc során.A templom legújabb része az 1770-es években épült kereszthajó. 1875-ben a templomot felújították, megnagyobbították és a kórust eredeti gótikus stílusban felújították. 1897-ben további felújítási munkálatokat végeztek, amelynek során a gótikus ablakok maradványait neogótikus stílusú ablakokkal helyettesítették.
A templom belső tere a 18. századból származik, túlnyomó részt neogótikus stílusban készült. Három oltár és két kóruspadsor (1898), hat gyóntatófülke, valamint egy Van Peteghem-orgona (1762-ből) található a belső térben, amelyet a Jan-Frans van Geel által faragott szószék ural. 1920 körül a templom fekete-fehér márványpadlózatot kapott.
Kívülről a templomot teljesen körbeveszi a magyallal és tiszafával benőtt régi temető, számos régi síremléket megőriztek, amelyek ma a templom  falai közelében találhatók. A nyugati falon egy emléktábla található a település első világháborús áldozatainak névsorával. A temetőt körbekerítő homokkő falat 1858-ban újraépítették. Az 1918-as fegyverszüneti egyezmény emlékére telepített szabadság-fa közelében található a második világháborús halottak emlékműve. 1974 óta a templom és a temetőkert is védett műemlék.

## Ld. még
- Denderland Hagyományőrző Társaság
- A helyi St.-Lutgardis cserkészcsapat honlapja Archiválva 2008. március 27-i dátummal a Wayback Machine-ben